# Joaquim José da Costa de Macedo
Joaquim José da Costa de Macedo (* 25. April 1777 in Lissabon; † 15. März 1867 in Golegã) war ein portugiesischer Geschichtsgelehrter. Er war Generalsekretär der Academia das Ciências de Lisboa.
Costa de Macedo hatte verschiedene Funktionen im Königreich Portugal inne. So war er Fidalgo, Berater des Königs (Conselho de Sua Majestade, vergleiche Staatsrat von Portugal) und guarda-mór des Nationalarchivs Arquivo Nacional da Torre do Tombo. Er hatte eine bedeutende private Bibliothek und veröffentlichte mehrere Bücher über die Geschichte Portugals und seiner Kolonien.
1836 wurde er in die American Philosophical Society und die Académie royale des Sciences, des Lettres et des Beaux-Arts de Belgique, 1838 in die Berliner Akademie der Wissenschaften, und 1839 als ausländisches Ehrenmitglied in die American Academy of Arts and Sciences gewählt. Seit 1839 war er korrespondierendes Mitglied des Instituto Histórico e Geográfico Brasileiro. Am 3. August 1839 wurde er mit dem akademischen Beinamen Clavigo als Mitglied (Matrikel-Nr. 1469) in die Leopoldina aufgenommen.
Er war Kommandeur des brasilianischen Ordens der Rose, des portugiesischen Ordens unserer lieben Frau von Vila Viçosa und des schwedischen Wasaordens sowie Offizier des brasilianischen Ordens vom Kreuz.